# Antes de las Seis
Antes de las Seis – piąty singel promujący album kolumbijskiej piosenkarki Shakiry – Sale el Sol. Został wydany 21 października 2011 roku.

## Teledysk
Wideo do singla zostało nakręcone latem. Przedstawia Shakirę w paryskiej hali sportowej Palais de Bercy wykonującą piosenkę na żywo. Teledysk miał premierę 2 listopada 2011 roku na kanale VEVO artystki na YouTube.